# Aberdeen (Hong Kong)

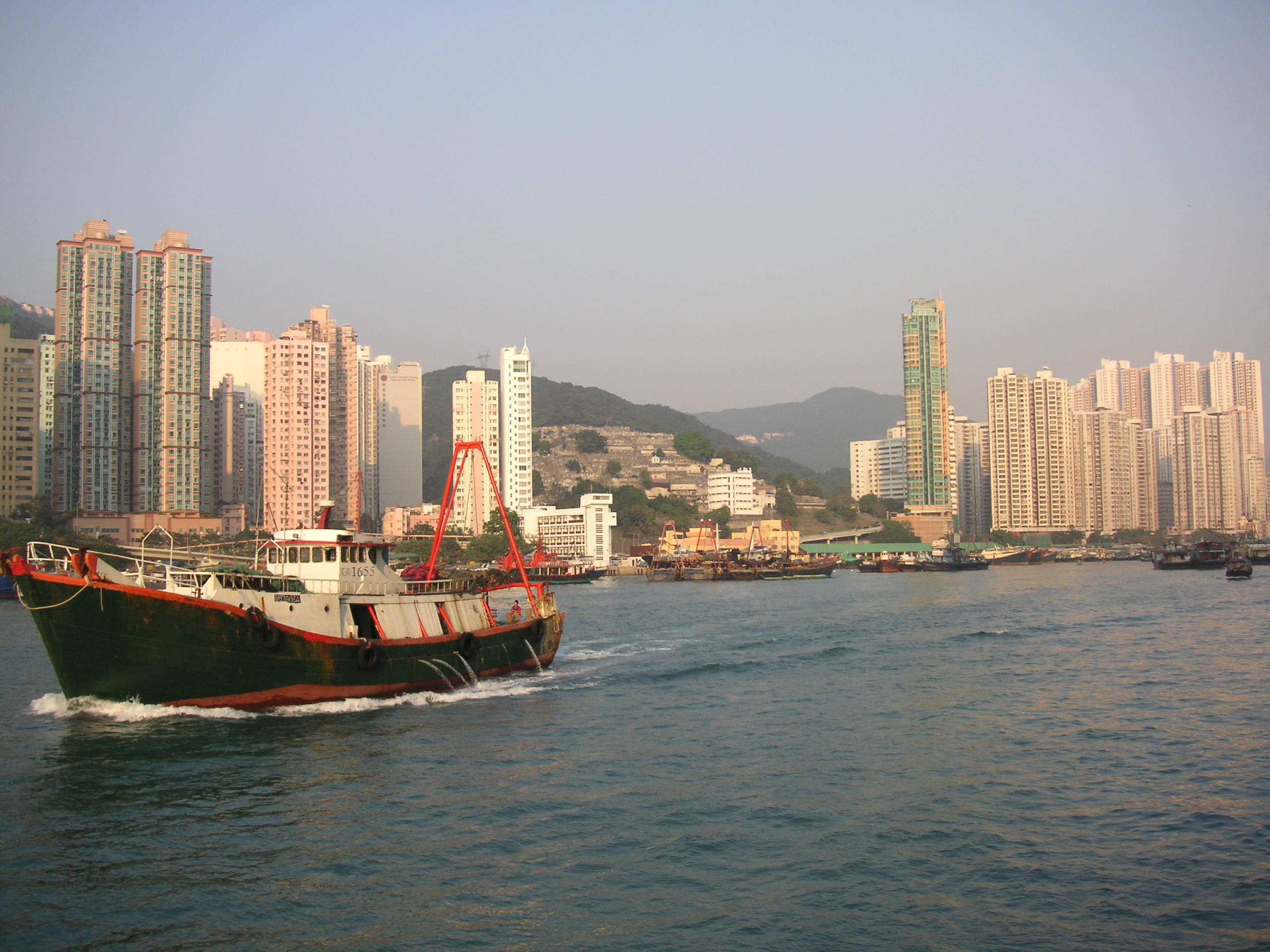
Porto di Aberdeen

Aberdeen (pronunciato /æbərˈdiːn/) è un'area situata sulla costa meridionale dell'Isola di Hong Kong ad Hong Kong, in Cina. Fa parte del Southern District o Distretto Meridionale. Aberdeen Harbour o Porto di Aberdeen è un porto fra Aberdeen ed Ap Lei Chau. Il termine Aberdeen include tradizionalmente la città di Aberdeen, Wong Chuk Hang e Ap Lei Chau (nota anche come Isola di Aberdeen), ma si usa a volte per riferirsi alla sola città.
Al 1º gennaio 2005, la città contava una popolazione di 171.110 abitanti.

## Etimologia
A partire dalla dinastia Ming, "Hong Kong" divenne il nome originale per il villaggio attualmente chiamato Aberdeen. Ai primi del XIX secolo, gli stranieri che approdarono vicino al Villaggio di Aberdeen confusero il nome del villaggio, "Hong Kong", con quello dell'intera isola. Quando gli stranieri si resero conto del loro errore, il nome "Hong Kong" era ormai comunemente utilizzato per riferirsi a tutta l'isola. Così nel 1845, Aberdeen prese il nome del Sottosegretario britannico alla guerra e alle colonie, George Hamilton Gordon, IV conte di Aberdeen.
Aberdeen è nota localmente come Heung Kong Tsai o Hong Kong Tsai (香港仔), che significa Hong Kong Minore. Si crede che Aberdeen sia il luogo dove ha avuto origine dil nome di Hong Kong (trascrizione più accurata, Heung Kong). Heung Kong Tsuen (香港村, villaggio di Hong Kong) sull'isola di Ap Lei Chau era menzionata nelle mappe Ming. Un altro villaggio cinto da mura, Heung Kong Wai, fu fondato a Wong Chuk Hang durante l'era di Qianlong, sotto la dinastia Qing. Heung Kong significa "porto fragrante" ed era appunto Aberdeen, dove gli alberi d'incenso (Aquilaria sinensis) dei Nuovi Territori venivano trasferiti per essere esportati in altre città della Cina. Un nome cinese alternativo era "Shek Pai Wan" (石排灣).
Oggi Aberdeen è famosa tra i turisti per il suo villaggio galleggiante ed i ristoranti di pesce galleggianti come il Jumbo Floating Restaurant. Nella zona risiedono numerosi Tanka, che sono generalmente impiegati nell'industria della pesca, e ci sono anche parecchie decine di espatriati che vivono sulle barche nel porto.

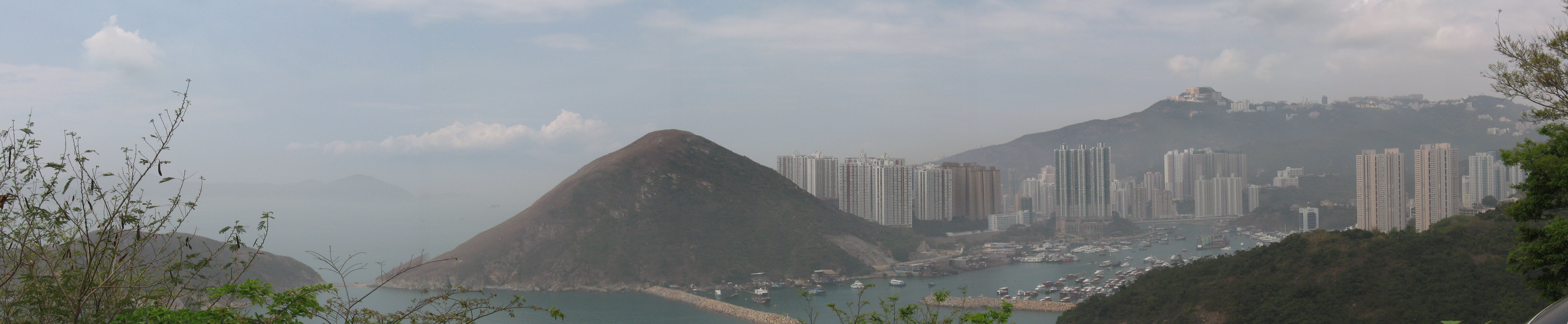
Vista panoramica del Porto di Aberdeen (Hong Kong), dal parco acquatico di Ocean Park. L'isola al centro è Ap Lei Chau. Il Porto di Aberdeen è situato tra Ap Lei Chau e la città di Aberdeen a destra.

## Trasporti

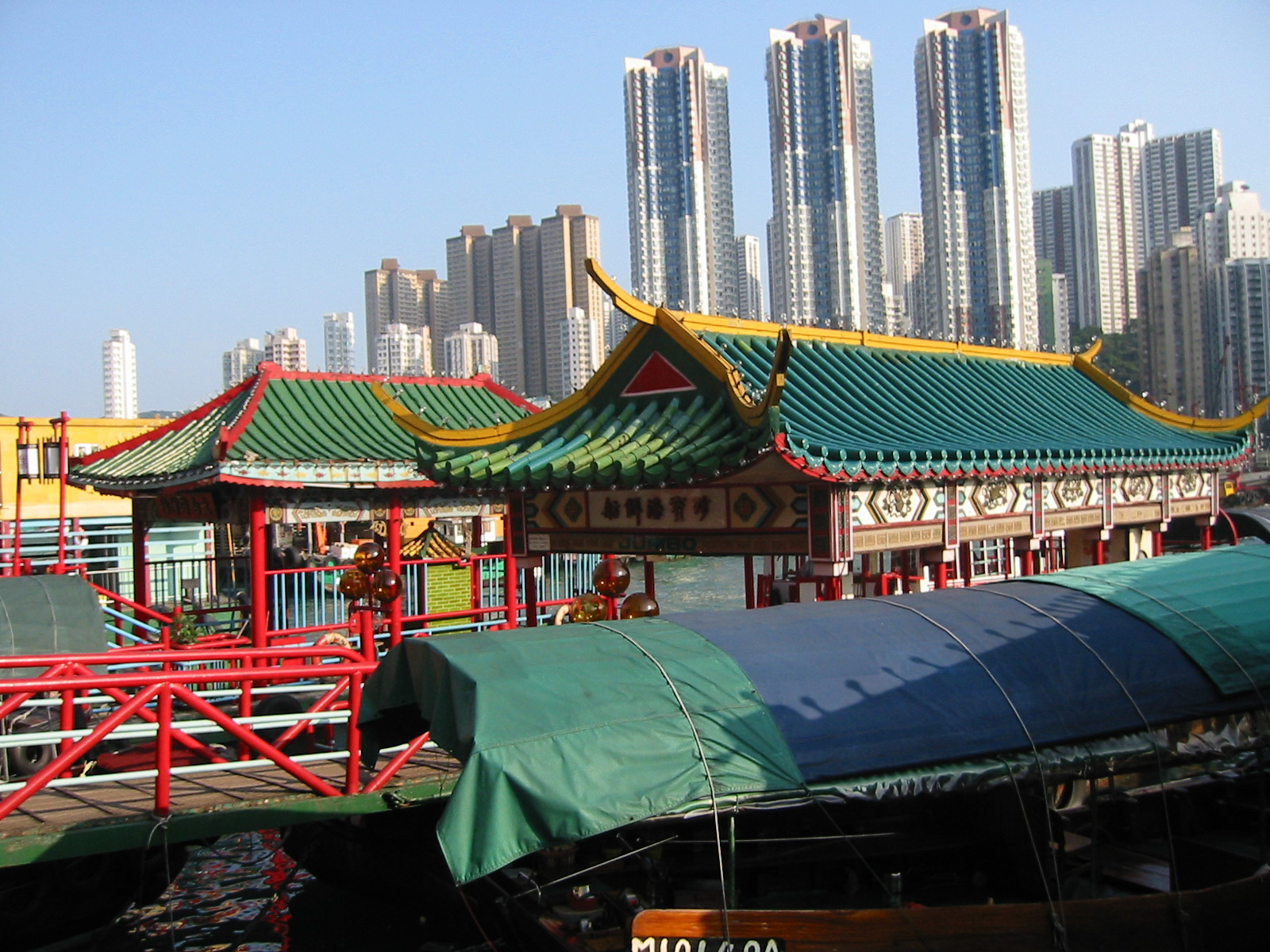
L'attracco dei sampan nel Porto di Aberdeen

Aberdeen è servita da importanti arterie di collegamento, quali Pok Fu Lam Road, Aberdeen Tunnel e Nam Fung Road attraverso Wong Chuk Hang. Nam Fung Road collega Deep Water Bay Road, che a sua volta collega Wong Nai Chung Gap Road ad Happy Valley. Un ponte unisce Aberdeen con Ap Lei Chau passando sopra il Porto di Aberdeen.
La Sezione Ovest della South Island Line, la progettata nuova linea della metropolitana di Hong Kong (Mass Transit Railway o MTR), avrà stazioni in questa zona.
Ci sono traghetti regolari fino a Yung Shue Wan e Sok Kwu Wan su Lamma Island.
Il trasporto da e verso le barche nel porto è assicurato solitamente dai sampan, che si possono noleggiare anche fino a Lamma Island.

## Alimentazione
Il Jumbo Kingdom floating restaurant è stato una popolare meta turistica. Simile ad un palazzo galleggiante della Cina imperiale, ha attirato oltre trenta milioni visitatori fin dalla sua apertura nel 1976. Alcuni dei suoi famosi commensali includono la Regina Elisabetta II, John Wayne, Tom Cruise, Chow Yun-Fat e Gong Li. È apparso anche in molti film di Hong Kong e di Hollywood. E' affondato il 20 giugno 2022, mentre veniva trainato per riparazioni.

## Sport
L'Aberdeen Sports Ground è un importante impianto del Southern District, che ospita numerosi eventi sportivi e non.

## Nella cultura di massa

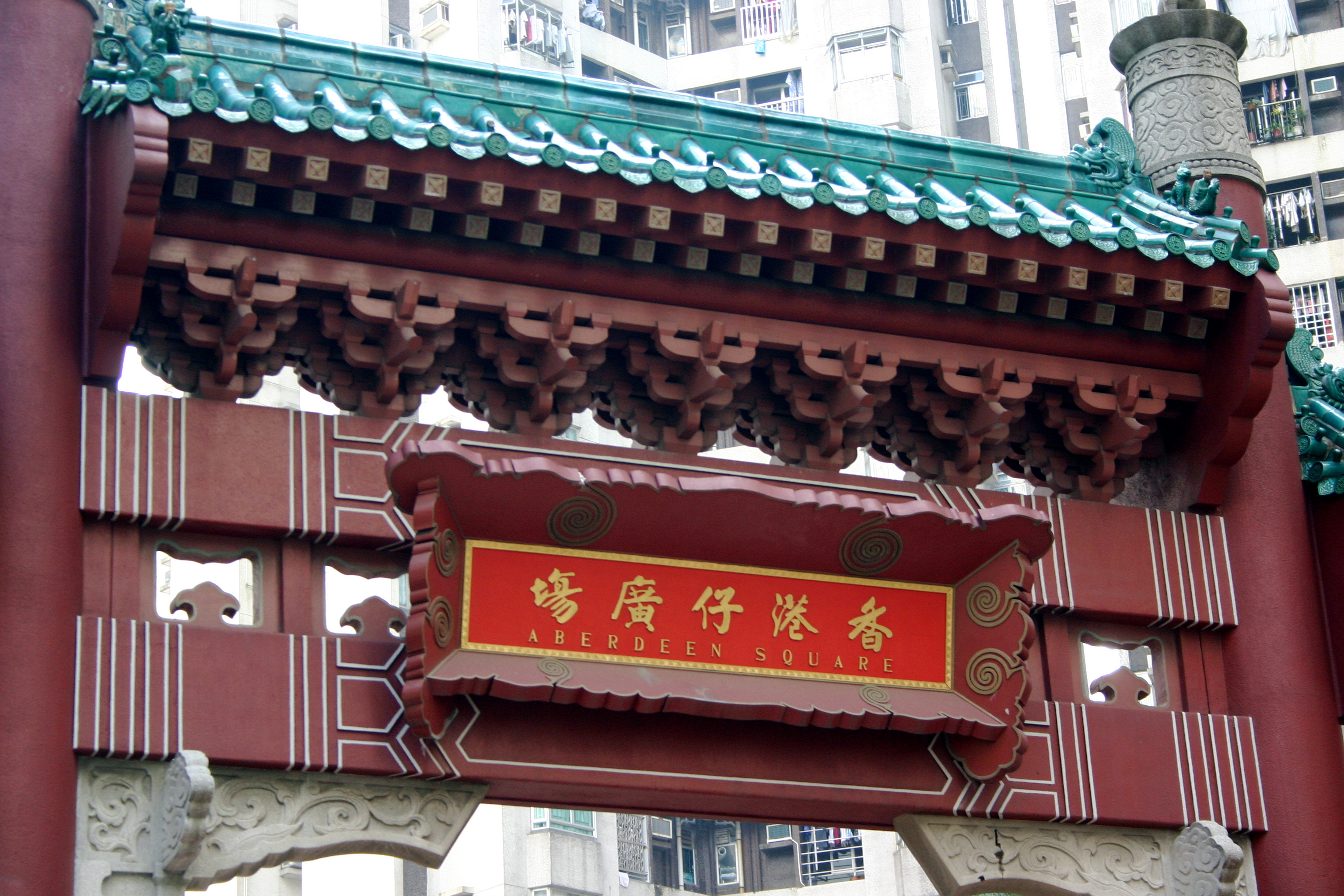
Una porta di Aberdeen Square, la più grande area commerciale di Aberdeen.

Il Porto di Aberdeen è la prima zona che compare nel videogioco Shenmue II.
Il film di arti marziali di Hollywood I tre dell'Operazione Drago, interpretato da Bruce Lee, usò il Porto di Aberdeen come ambientazione per girare le scene in cui i personaggi principali si radunavano sulla giunca di Han per il viaggio per mare verso la sua isola.

## Istruzione
La Canadian International School of Hong Kong, la Singapore International School e la Victoria Shanghai Academy sono situate tutte su Nam Long Shan. La Victoria Shanghai Academy è una International Baccalaureate World School, e gestisce tutti e tre i programmi educativi della IB. L'International Montessori School si trova su Ap Lei Chau vicino ad Aberdeen. La South Island School è ubicata nelle vicinanze, sull'Isola di Hong Kong.
Le scuole superiori cinesi locali nel distretto di Aberdeen includono il Pui Tak Canossian College e la St Peter's Secondary School ad Aberdeen Centre e la Aberdeen Technical School a Wong Chuk Hang.